# Witch House
Witch House ist ein dunkles, okkultistisch geprägtes elektronisches Musikmikrogenre und eine visuelle Ästhetik, die in den späten 2000er und frühen 2010er Jahren entstanden ist. Die Musik ist stark von zerhackten und verschraubten Hip-Hop-Klängen, Industrial- und Noise-Experimenten beeinflusst und zeichnet sich durch den Einsatz von Synthesizern, Drumcomputern, obskuren Samples, dröhnenden Wiederholungen und stark veränderten, ätherischen, nicht wahrnehmbaren Gesang aus.
Die visuelle Ästhetik des Witch House umfasst okkulte, von Hexerei, Schamanismus, Terror und Schrecken inspirierte Kunstwerke, Collagen und Fotografien sowie die signifikante Verwendung versteckter Botschaften und typografischer Elemente wie Unicode-Symbole. Viele Werke von visuellen Witch House Künstlern enthalten Themen aus Horrorfilmen wie The Blair Witch Project, der Fernsehserie Twin Peaks, Dark-Web-Videos und Berühmtheiten der Mainstream-Popkultur. Häufige typografische Elemente in Künstler- und Titelnamen sind Dreiecke, Kreuze und Unicode-Symbole, die von einigen als eine Methode angesehen werden, die Szene im Untergrund zu halten und im Internet schwerer zu finden sind, sowie Verweise auf die Fernsehserien Twin Peaks und Charmed.

## Einflüsse und Stil
Witch House wendet Techniken an, wie drastisch verlangsamte Tempi mit überspringenden, gestoppten Beats -von Künstlern wie DJ Screw, gepaart mit Elementen aus anderen Genres wie Ethereal Wave, Noise, Drone und Shoegaze. Witch House ist auch von Post-Punk-inspirierten Bands der 1980er Jahre beeinflusst, darunter die Cocteau Twins, The Cure, Christian Death, Dead Can Dance und The Opposition, sowie stark beeinflusst von industriellen und experimentellen Bands, wie Psychic TV und Coil. Der Einsatz von Hip-Hop-Drum-Machines, Noise-Atmosphäre, gruseligen Samples, dunkle Synthpop-beeinflusste Lead-Melodien, starker Reverb und stark veränderter, verzerrter und heruntergepitchter Gesang sind die wichtigsten Attribute, die den Sound des Genres charakterisieren. Das Genre stieg Anfang der 2010er Jahre in den Vordergrund, als das Interesse an individuell produzierter elektronischer Musik und Internet-Subkulturen wieder zunahm – und zwar mit der zunehmenden Flut von Genres wie Seapunk und Vaporwave.

## Reaktion
Witch-House-Musik wurde als provokativ und transgressiv zitiert, "wie Popmusik, die aus Castle Dracula weht". Das Genre wird als schleimig, dunkel, transgressiv und das, was die Grenze zwischen abrasiv und harmonisch vermischt, charakterisiert. Wie der Künstler Nurgul Jones feststellt:
Der einfachste Weg, den ich finden kann, um Witch House zu beschreiben, stammt aus dieser Szene, die zu Beginn des Films Blade stattfindet. (Sie wissen schon, das mit den Vampiren), wo es in einem Club unter Menschen einen Haufen Vampire gibt. Plötzlich, mitten im Tanz, verlangsamt sich der Film und Blut spritzt von der Decke, sehr zur Freude der Vampire und zum Entsetzen der Menschen. Wie ein schwerer, pulsierender Blut-Schlag.

## Ursprünge und Etymologie
Der Begriff Witch House wurde 2009 von Travis Egedy geprägt, der unter dem Namen Pictureplane auftritt. Der Name war ursprünglich als ein Witz gedacht, wie Egedy erklärt: "Ich selbst und mein Freund Shams... machten Witze über die Art von House-Musik, die wir machen, [nennen es] Witch House, weil es eine Art okkultbasierte House-Musik ist... ...ich habe diese Best-des-Jahres-Sache mit Pitchfork über Witch House gemacht... Ich habe gesagt, dass wir Witch-House-Bands sind, und dass 2010 das Jahr des Witch House werden würde.... Von da an ging es los. ...Aber, zu der Zeit, als ich Witch House sagte, existierte es noch nicht einmal wirklich..." Kurz nach der Erwähnung bei Pitchfork begannen Blogs und andere Mainstream-Musikzeitschriften den Begriff zu verwenden. Flavorwire sagte, dass das Genre trotz Egedys Beharrlichkeit "jetzt existiert, in guten wie in schlechten Zeiten".

## Erwähnenswerte Künstler
- ∆AIMON[25][26]
- Balam Acab[27][28]
- Clams Casino[29][30]
- Crim3s[28]
- Crystal Castles[31]
- deadboyalive
- DO VSTRECHI[32]
- Glass Teeth[33][34]
- Holy Other[35][36]
- Horse MacGyver[37][38]
- IC3PEAK[39]
- Mascara[40][41]
- Mater Suspiria Vision[42][43]
- oOoOO[27][28]
- Pictureplane[44]
- Purity Ring[45]
- Ritualz (JC Lobo)
- Salem[27][28]
- Sidewalks and Skeletons